# Lijst van bijnamen van nationale voetbalelftallen

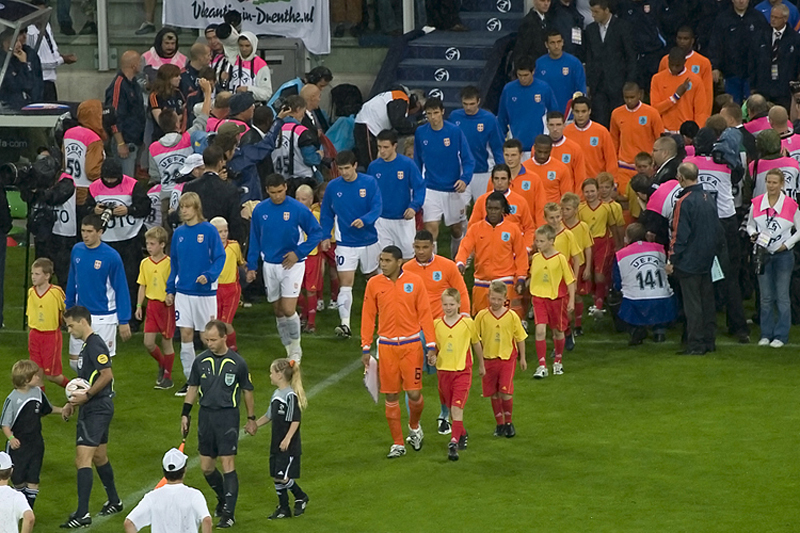
De Plavi (Servië) tegen Oranje (Nederland) voorafgaand aan de finale van het EK onder 21 in 2007.

Door de jaren heen zijn er in het voetbal honderden bijnamen voor nationale elftallen bedacht, die nationaal of internationaal worden gebruikt. Deze namen kunnen een gekscherende, pejoratieve of respectvolle betekenis hebben, maar hebben als overeenkomst dat ze door een grote groep mensen herkend worden als van toepassing op een bepaald vertegenwoordigend elftal.
Bijnamen vinden wanneer het landenteams betreft vaak hun oorsprong in de kleur van het tenue of de nationale vlag ("la tricolor"), een bepaald element in het nationale wapen ("geblokten"), de speelstijl van het team ("clockwork orange") of een bepaald dier dat een belangrijke rol speelt binnen de club of het land ("de zwarte antilopen").

## Vertegenwoordigende elftallen

### Afrika

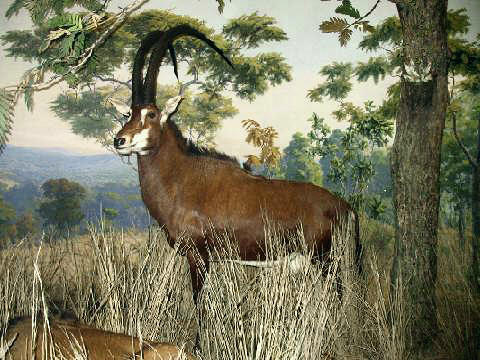
De zwarte of reuzensabelantilope, waaraan het Angolese elftal zijn bijnaam te danken heeft.

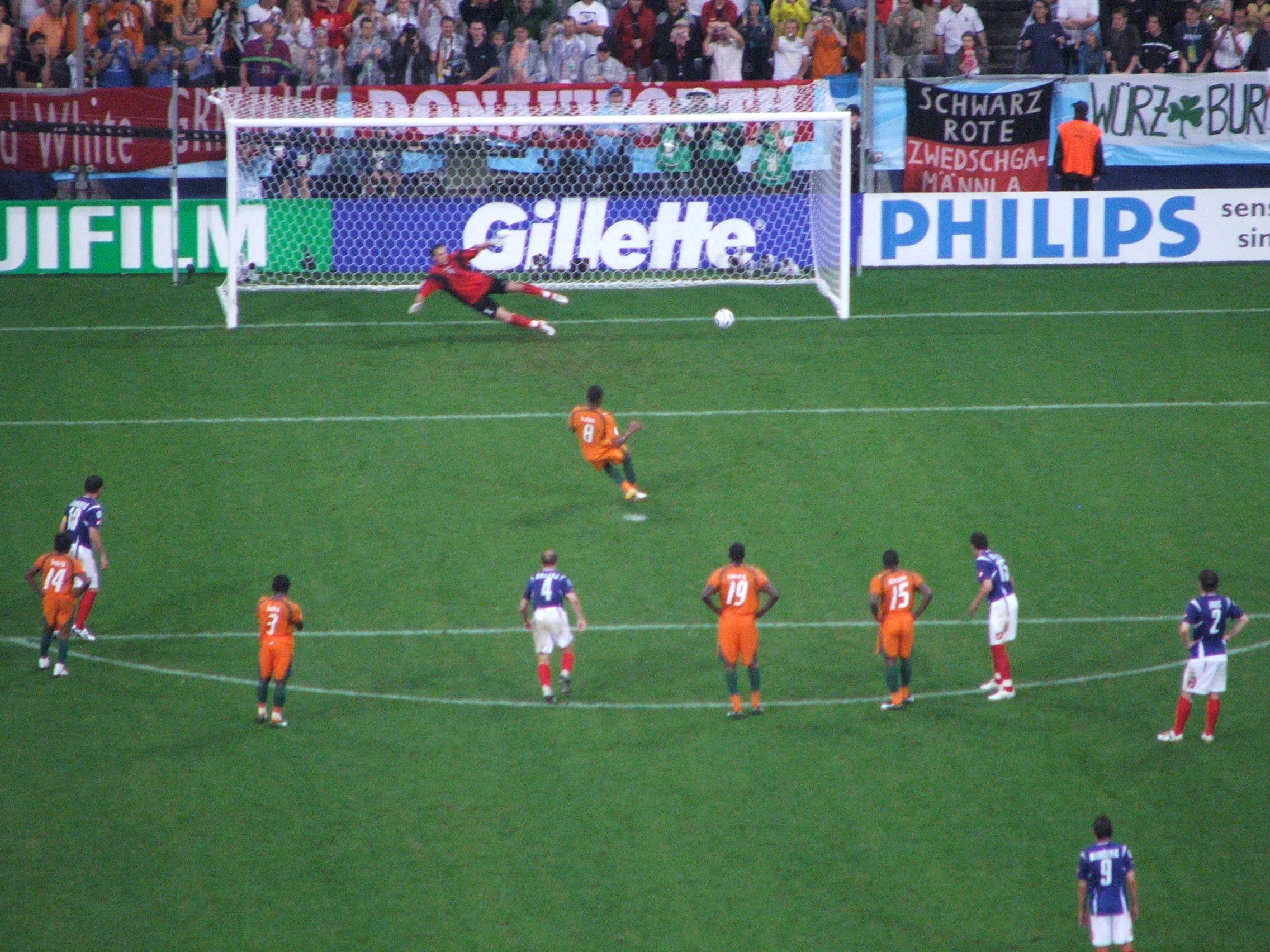
De in het oranje spelende "olifant" Bonaventure Kalou schiet namens Ivoorkust een strafschop binnen op het WK voetbal in 2006.

- Angolees voetbalelftal: Palancas Negras

Portugees (Angola is Portugeestalig) voor "zwarte antilope", een Portugese bijnaam voor de reuzensabelantilope, die uitsluitend in Angola voorkomt en daar een haast mythologische status heeft.
- Congolees voetbalelftal: Les Léopards

Frans voor "de luipaarden"
- Ghanees voetbalelftal: the Black Stars

Het Engelse woord voor "de Zwarte Sterren". Refereert aan de zwarte ster op de vlag van Ghana, die de Afrikaanse onafhankelijkheid symboliseert. De Ghanese elftallen onder 20, onder 17 en het olympisch team hebben als bijnaam respectievelijk "Black Meteors" (Zwarte Meteoren), "Black Starlets" (Zwarte Sterretjes) en "Black Satellites" (Zwarte Satellieten).
- Ivoriaans voetbalelftal: les Éléphants

Het Franse woord (Ivoorkust is Franstalig) voor "de olifanten", verwijzend naar de Afrikaanse olifant die in het land leeft en tevens in het logo van de nationale voetbalbond terugkomt. Soms ook weleens de "oranje olifanten" genoemd, naar de kleur van het tenue.
- Kaapverdisch voetbalelftal: Tubarões Azuis

Blauwe haaien.
- Kameroens voetbalelftal: les Lions Indomptables

Frans (Kameroen is Franstalig) voor "de ontembare leeuwen", verwijzend naar de leeuw die in het land leeft en tevens in het embleem van het nationale elftal terugkomt. De term "ontembaar" refereert aan de vermeende fysieke hardheid en agressie van het spel.
- Marokkaans voetbalelftal: de Atlasleeuwen

Refereert aan de Atlasleeuw, ook wel Berberleeuw. Een inheemse leeuwensoort die vernoemd werd naar het Atlasgebergte in Marokko, waar deze leefde. De Atlasleeuw stierf in 1920 uit.
- Nigeriaans voetbalelftal: Super Eagles

De adelaar komt voor als helmteken boven het nationale wapen en komt tevens voor in het logo van de nationale voetbalbond.
- Togolees voetbalelftal: les Éperviers

Het Franse woord (Togo is Franstalig) voor "de sperwers", een diersoort die veel in Togo voorkomt.
- Tunesisch voetbalelftal: les Aigles de Carthage

Frans voor "de	Adelaars van Carthago". Carthago was in de oudheid een van de belangrijkste handelssteden van het Middellandse Zeegebied, en de hoofdstad van het Carthaagse imperium. De ruïnes van de stad liggen enkele kilometers ten oosten van de Tunesische hoofdstad Tunis.
- Zuid-Afrikaans voetbalelftal: Bafana Bafana

Het Afrikaanse woord voor "de jongens". Het dameselftal wordt aangeduid met de term "Banyana Banyana" (de meisjes), het jeugdelftal met "Amaglug-glug" (een onomatopee van het geluid dat klinkt als men benzine in een tank gooit; het elftal wordt gesponsord door een nationaal petrochemisch bedrijf).

### Amerika

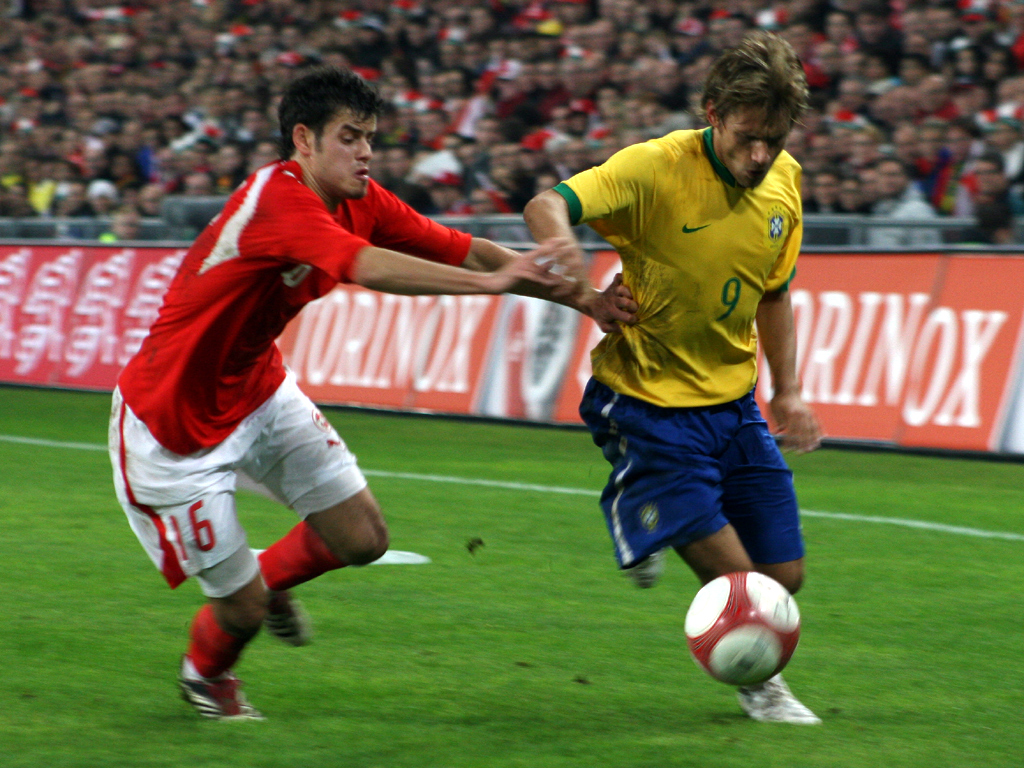
Een speler van het Braziliaanse elftal tijdens een wedstrijd in het gele shirt, waar de bijnaam "kanaries" zijn oorsprong vindt.

- Argentijns voetbalelftal: Albicelestes

Een porte-manteau van het voorvoegsel "albi-" (dat in Romaanse talen "wit" betekent) en het woord "celeste" (hemelsblauw), refererend aan de kleur van het tenue.
- Braziliaans voetbalelftal: de Goddelijke Kanaries / A Seleção

Refereert aan de gele kleur van het tenue en het "hemelse" voetbal dat Brazilië, een van de succesvolste nationale elftallen uit de geschiedenis van het voetbal, vaak zou spelen. Binnen Brazilië wordt doorgaans de term "a Seleção Brasileira" (de Braziliaanse selectie) gebruikt, hoewel de bijnamen "Amarelinha" (geeltjes), "Verde-amarela" (groen-geel), "Pentacampeão" (vijfmaal kampioen) en "Esquadrão de Ouro" (gouden team) ook dikwijls worden toegepast.
- Canadees voetbalelftal: Canucks

Canuck wordt veelal gebruikt als geuzennaam voor een Canadees in het algemeen, vergelijkbaar met het Amerikaanse yank. De etymologie van het woord is onduidelijk. Een andere veelgebruikte bijnaam is "the Reds" (de roden), refererend aan de kleur van het tenue.
- Colombiaans voetbalelftal: Cafeteros

De bijnaam duidt op het belangrijkste exportproduct van het land: koffie.
- Costa Ricaans voetbalelftal: Ticos

De bijnaam voor een inwoner van Costa Rica, die internationaal vooral wordt gebruikt als verwijzing naar het nationale elftal. De term is waarschijnlijk afkomstig van de Costa Ricaanse gewoonte om verkleinwoorden te laten eindigen op -tico, in plaats van het in het Spaans gebruikelijkere -ito. Het elftal wordt ook wel "la Sele" genoemd, een afkorting van "la Selección" (de selectie).
- Ecuadoraans voetbalelftal: la Tri

Een afkorting van het Spaanse woord "la Tricolor" (de driekleur), refererend aan het driekleurige tenue dat correspondeert met de kleuren van de Ecuadoraanse vlag.
- Guadeloups voetbalelftal: Boug'Wada

Een Creoolse afgeleide van "Gwada Boys" (jongens van Guadeloupe). In Franstalige teksten wordt doorgaans de term "gars de Guadeloupe" gebruikt, die dezelfde betekenis heeft.
- Mexicaans voetbalelftal : el Tricolor

Het Spaanse woord voor "de driekleur", refererend aan het driekleurige tenue dat correspondeert met de kleuren van de Mexicaanse vlag.
- Paraguayaans voetbalelftal: la Albirroja

Een porte-manteau van het voorvoegsel "albi-" (dat in Romaanse talen "wit" betekent) en het woord "roja" (rood), refererend aan de kleur van het tenue. Ook de term "Guaraníes", verwijzend naar het gelijknamige indianenvolk in Paraguay, wordt veel gebruikt.
- Voetbalelftal van Trinidad en Tobago: Soca Warriors

"Soca" is een muziekstijl die zijn oorsprong vindt op Trinidad, en een combinatie is van calypso en percussie. "Warriors" is het Engelse woord voor strijders, en refereert aan de vermeende fysieke kwaliteiten van het elftal.
- Uruguayaans voetbalelftal: La Celeste.
- Voetbalelftal van de Verenigde Staten: Red, White & Blue

Engels voor "rood, wit & blauw", verwijzend naar de kleuren van de vlag van de Verenigde Staten en het thuistenue van het elftal. Ook de bijnaam "Stars 'n Stripes" (sterren en strepen) refereert aan de nationale vlag. Een andere veelgebruikte bijnaam is de "Yanks", een term die veelal wordt gebruikt voor Amerikanen in het algemeen.

### Oceanië

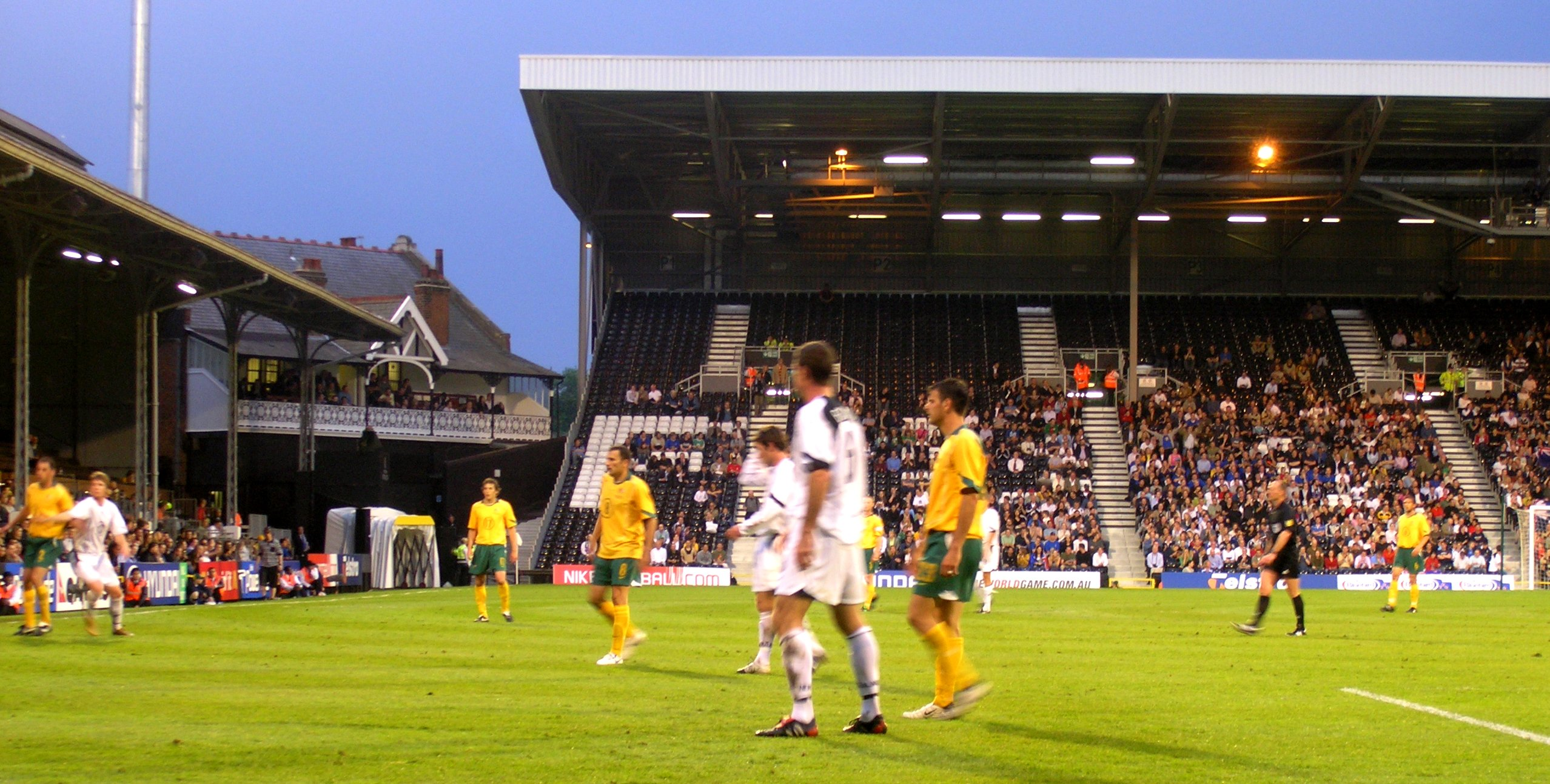
Een duel tussen Australië en Nieuw-Zeeland in 2005. Laatstgenoemd land speelt volledig in het wit.

- Australisch voetbalelftal: Socceroos

Een porte-manteau van de woorden "soccer" (Australisch-Engels voor voetbal) en "kangaroos" (Engels voor kangoeroes), dieren die voornamelijk in Australië voorkomen. Het Australisch voetbalelftal wordt ook wel aangeduid met de term "Matildas", naar het liedje Waltzing Matilda van de Australische componist Banjo Paterson, dat wordt beschouwd als het onofficiële volkslied van Australië.
- Nieuw-Caledonisch voetbalelftal: les Cagous

Het Franse woord (het eiland is Franstalig) voor kagoe, een bedreigde vogel die enkel in Nieuw-Caledonië voorkomt.
- Nieuw-Zeelands voetbalelftal: All Whites / De Kiwi's

Engels voor "volledig witten", refererend aan de kleur van het tenue. De naam vormt tevens een contrast met de "All Blacks", het Nieuw-Zeelands rugbyteam. Het damesvoetbalelftal kent als bijnaam "Football Ferns" (voetbalvarens), een verwijzing naar de bladeren onder aan het wapen van Nieuw-Zeeland.

### Azië

Het taegeuk-symbool op de Zuid-Koreaanse vlag.

- Indonesisch voetbalelftal: Merah Putih

Merah Putih is afgeleid van de Indonesische vlag die rood-wit is. Merah betekent rood en putih betekent wit.
- Iraans voetbalelftal: Team Melli (تیم ملی)

Het Iraanse woord voor "nationaal team" of "team van het volk". Voetbal heeft een dusdanige mate van populariteit in Iran dat "het nationale team" als vanzelfsprekend naar het voetbalteam verwijst.
- Iraaks voetbalelftal: De leeuwen van de twee rivieren

Een verwijzing naar de twee grootste rivieren van Irak, de Tigris en de Eufraat, en de functie van nationaal symbool die de leeuw vervulde in het oude Mesopotamië, een voorganger van het huidige Irak.
- Japans voetbalelftal: Nippon Daihyō (日本代表)

Japans voor "Japanse vertegenwoordigers", de term die doorgaans in de media wordt gebruikt. Daarnaast wordt de naam van de bondscoach van dienst ook geregeld gebruikt om het desbetreffende team aan te duiden; het team dat werd geleid door de Braziliaan Zico stond dus bekend als "Zico Japan". Een recentere bijnaam voor het elftal die steeds meer aan populariteit wint, is "The Samurai", refererend aan de kleur van het tenue en de klassieke Japanse strijders.
- Saoedi-Arabisch voetbalelftal: al-Sogour (الصقور)

Het Arabische woord voor "valken". Ook "al-Akhdar" (الخضر - "de groenen", refererend aan de kleur van het tenue) wordt veel gebruikt, evenals de term "zonen van de woestijn".
- Tibetaans voetbalelftal: het verboden elftal

Refereert aan het feit dat het elftal niet wordt erkend door de Wereldvoetbalbond FIFA en het Internationaal Olympisch Comité, aangezien buurland China (dat Tibet als een onderdeel van zijn territorium beschouwt) met handelsembargo's en andere represailles dreigt als het team wel als een onafhankelijk nationaal elftal wordt erkend.
- Zuid-Koreaans voetbalelftal (mannen): Taegeuk Jeonsa (태극 전사)

Koreaans voor "Taegeukstrijders". Taegeuk is een Koreaans symbool binnen het taoïstische concept yin en yang, dat terugkomt in de vlag van Zuid-Korea. Ook de termen "Tijgers van Azië" (verwijzend naar de in Zuid-Korea levende Siberische tijger) en "de Roden" (refererend aan de kleur van het tenue) worden binnen het land veel gebruikt.

### Europa
- Albanees voetbalelftal: Kuq e Zinjtë

Albanees voor "rood-en-zwarten", refererend aan de kleuren van de vlag van Albanië en het thuistenue van het elftal.
- Andorrees voetbalelftal: Tricolor

Het Catalaanse woord voor "driekleur", refererend aan de driekleurige vlag van Andorra.
- Armeens voetbalelftal: Ararat (Արարատ)

Een in Armenië veel voorkomende voor- en achternaam. De naam wordt eveneens gebruikt voor meerdere plaatsen, een provincie, een vlakte, een berg, een krant, een voetbalclub en een alcoholische drank.
- Azerbeidzjaans voetbalelftal: Odlar Yurdu Komandasi

Azerbeidzjaans voor "team uit het land van vuur", verwijzend naar de betekenis van de naam Azerbeidzjan (of Azerbaycan): "land van de eeuwige vlammen". Het land herbergt enorme gasvoorraden, en regelmatig ontsnapt er gas uit het gesteente dat vervolgens spontaan ontbrandt, daarmee grote steekvlammen creërend.

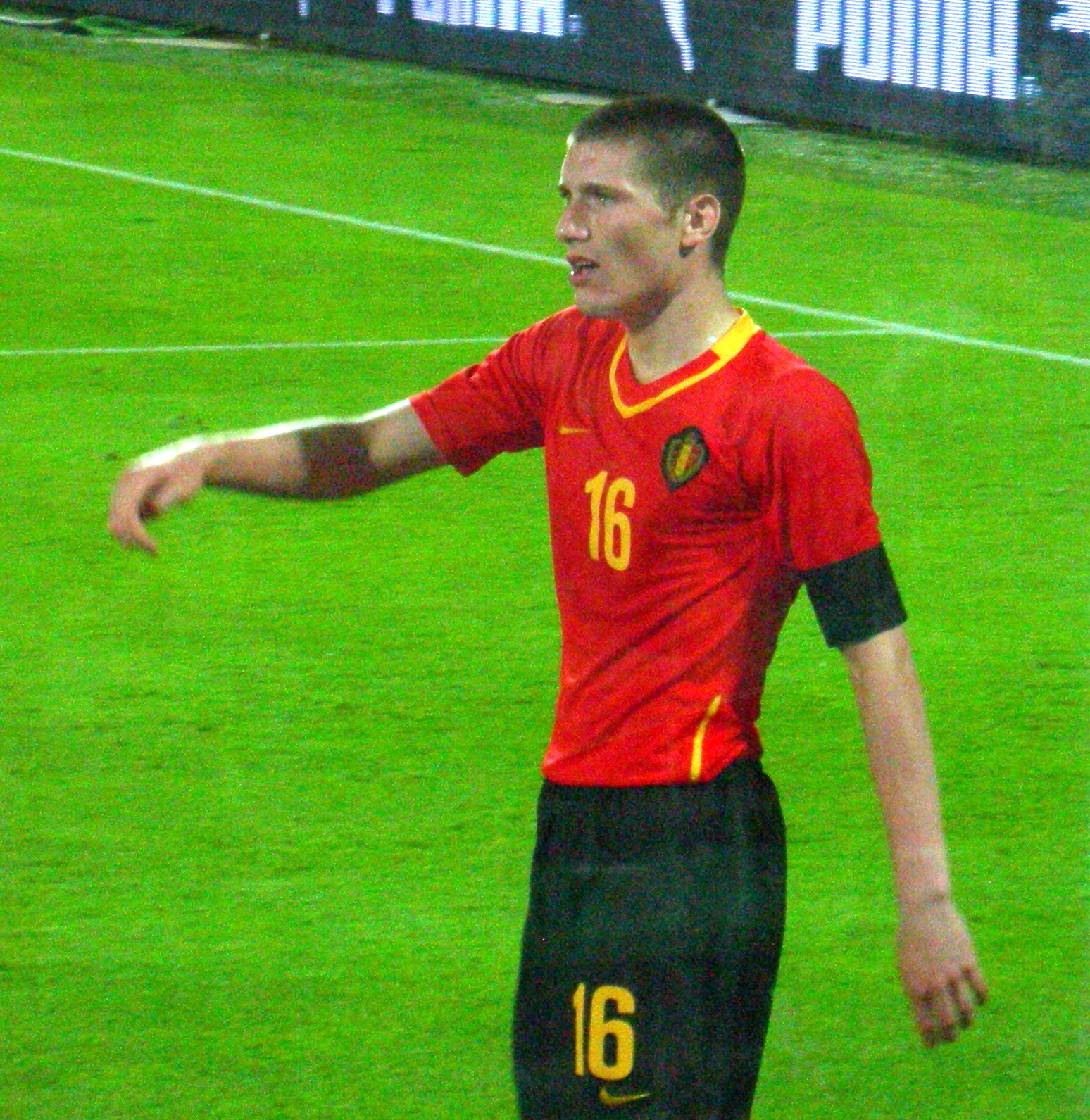
Belgisch international Sebastien Pocognoli in het klassieke tenue van de "Rode Duivels".

- Belgisch voetbalelftal: Rode Duivels

Refereert aan de kleur van het tenue en de agressiviteit van het spel van het team ten tijde van het ontstaan van de bijnaam in 1906, toen deze voor de eerste maal gebruikt werd door een redacteur van het tijdschrift La Vie Sportive. De jeugdelftallen kennen als bijnaam "de Rode Duiveltjes".
- Voetbalelftal van Bosnië en Herzegovina: Plavo-žuti/žuto-Plavi

Het Bosnische woord voor "blauw-gelen", verwijzend naar de kleuren van de vlag van Bosnië en Herzegovina en het tenue. De kleuren zijn gekozen op basis van de vlag van de Europese Unie.Maar ook velen gebruiken de bijnaam "Zmajevi"(Draken) sinds de komst van nieuwe vlag(1999).In (1996) speelde Bosnië en Herzegovina onder een andere vlag, de bijnaam van de Nationale team was toen dan ook "Ljiljani" (Fleur-de-lys) oftewel "de Lelies" verwijzend naar de lelies op de Bosnische oude-vlag (wapenschild).
- Bulgaars voetbalelftal: Lavovete (Лъвовете)

Het Bulgaarse woord voor "leeuwen", verwijzend naar de heraldische leeuwen op het wapen van Bulgarije.
- Cypriotisch voetbalelftal: Galanolefki (Γαλανόλευκι)

Het Griekse woord voor "blauwwitten", refererend aan de kleur van het thuis- en uittenue.
- Deens voetbalelftal: Danish Dynamite

Engels voor "Deens dynamiet", refererend aan de vermeende explosieve kracht van het team. De term werd voor het eerst gebruikt in een wedstrijd voor een officieel lied voor Denemarken op het Europees kampioenschap van 1984; om een groter publiek aan te spreken werd gekozen voor een Engelse term. Een andere bijnaam die specifiek verwijst naar het succesvolle Deense elftal uit de jaren tachtig is "Olsen-banden" (de Olsen-bende), een verwijzing naar zowel toenmalig aanvoerder Morten Olsen als de gelijknamige fictieve groep criminelen die destijds een hoofdrol speelde in meerdere populaire komedies.
- Duits voetbalelftal: die Mannschaft

Het Duitse woord voor "team". Binnen Duitsland wordt doorgaans de term "Nationalelf" gebruikt.
- Engels voetbalelftal: the Three Lions

Engels voor "de Drie Leeuwen". Refereert aan de drie leeuwen op de Royal Standard, de vlag die binnen Engeland gebruikt werd tijdens de Tudordynastie. De drie leeuwen staan tevens op het logo van de nationale voetbalbond.

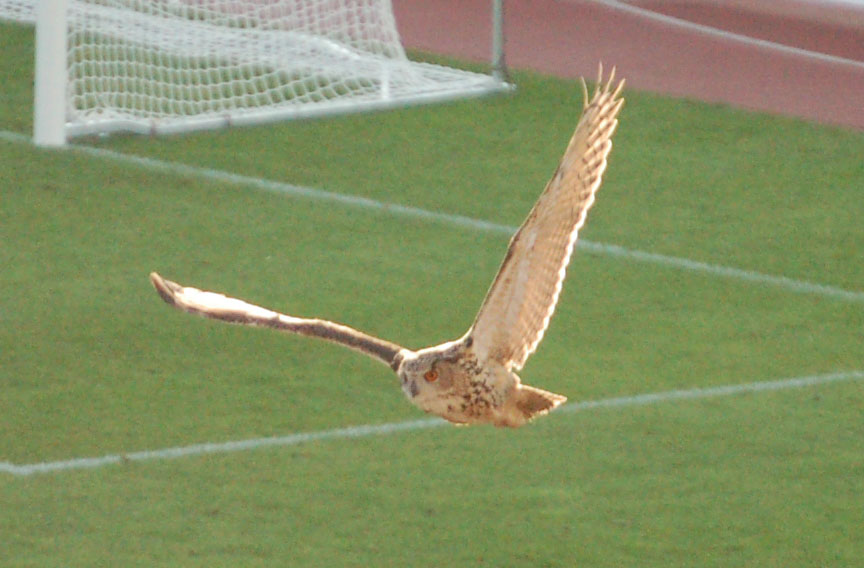
De oehoe Bubi, waaraan het Finse voetbalelftal zijn bijnaam "de oehoes" dankt, vliegt over het veld van het olympisch stadion in Helsinki.

- Estisch voetbalelftal: Sinisärgid

Het Estse woord voor "blauwe shirts", verwijzend naar de kleur van het tenue. De kleur blauw komt ook terug in de vlag van Estland, waar het de vrijheid symboliseert.
- Fins voetbalelftal: Huuhkajat

Het Finse woord voor "oehoes". De naam verwijst naar een oehoe die tijdens een wedstrijd van het nationale elftal tegen België het olympisch stadion in Helsinki binnenvloog. Finland won het treffen met 2-0 en de uil, die Bubi werd gedoopt als verwijzing naar de wetenschappelijke naam voor het dier (bubo bubo), werd verkozen tot mascotte van het team. Een andere veelgebruikte bijnaam is "Sinivalkoiset" (blauw-witten), refererend aan de kleur van de vlag van Finland en het thuistenue van het elftal.
- Frans voetbalelftal: les Bleus

Het Franse woord voor "de Blauwen". Refereert aan de kleur van het tenue.
- Georgisch voetbalelftal: Jvarosnebi (ჯვაროსნები)

Het Georgische woord voor "kruisvaarders", refererend aan de variant op het Jeruzalemkruis die op de vlag van Georgië is afgebeeld.

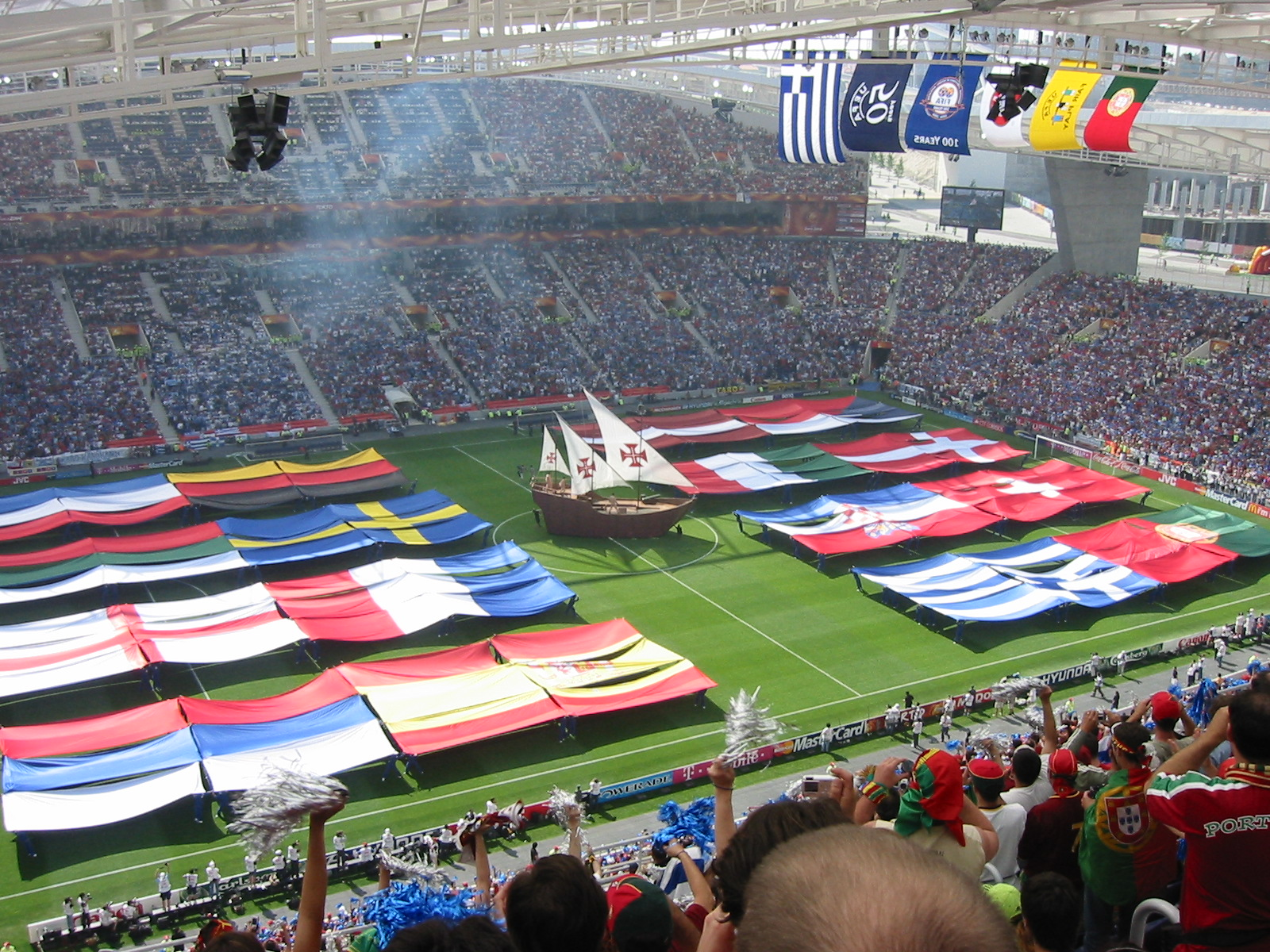
De openingsceremonie van Euro 2004, met in het midden de boot waaraan Griekenland zijn bijnaam "het piratenschip" te danken heeft.

- Grieks voetbalelftal: to Piratiko (το Πειρατικό)

Het Griekse woord voor "piratenschip". Het team dankt zijn bijnaam aan de openingswedstrijd van het Europees kampioenschap voetbal 2004, waar verrassend met 2-1 van gastland Portugal werd gewonnen. In de openingsceremonie die daar aan vooraf was gegaan kwam een boot voor, en Griekse commentators doopten het elftal vervolgens tot "piratenschip"; een schip dat niemand verwacht en veel schade toebrengt.
- Hongaars voetbalelftal: Mágikus Magyarok

Hongaars voor "magische Magyaren", specifiek verwijzend naar het succesvolle Hongaarse elftal uit de eerste helft van de jaren vijftig, waarin het team met spelers als Ferenc Puskás en Sándor Kocsis een van de sterksten van Europa was. "Magyar" is de Hongaarse naam voor Hongarije.
- Iers voetbalelftal: the Boys in Green

Engels voor "de jongens in het groen", verwijzend naar de kleur van het tenue. Groen wordt binnen Ierland beschouwd als de onofficiële nationale kleur.
- IJslands voetbalelftal: Strákarnir okkar

IJslands voor "onze jongens", verwijzend naar de chauvinistische gevoelens die het elftal oproept. De term wordt ook voor andere nationale teams gebruikt.
- Israëlisch voetbalelftal: de Heilige XI (הקודש עשר)

XI is de Romeinse schrijfwijze van het nummer 11, refererend aan het elftal. De term "heilig" is bedoeld als een teken van eer. Ook de term "blauw-en-witten" wordt veel gebruikt, verwijzend naar de kleuren van de vlag van Israël en respectievelijk het thuis- en uittenue.
- Italiaans voetbalelftal: Squadra Azzurri

Italiaans voor "Blauw Team". Refereert aan de kleur van het tenue.
- Kazachs voetbalelftal: Kazakhstanskie barsy

Russisch voor "sneeuwluipaarden", een roofdier dat in Kazachstan voorkomt.

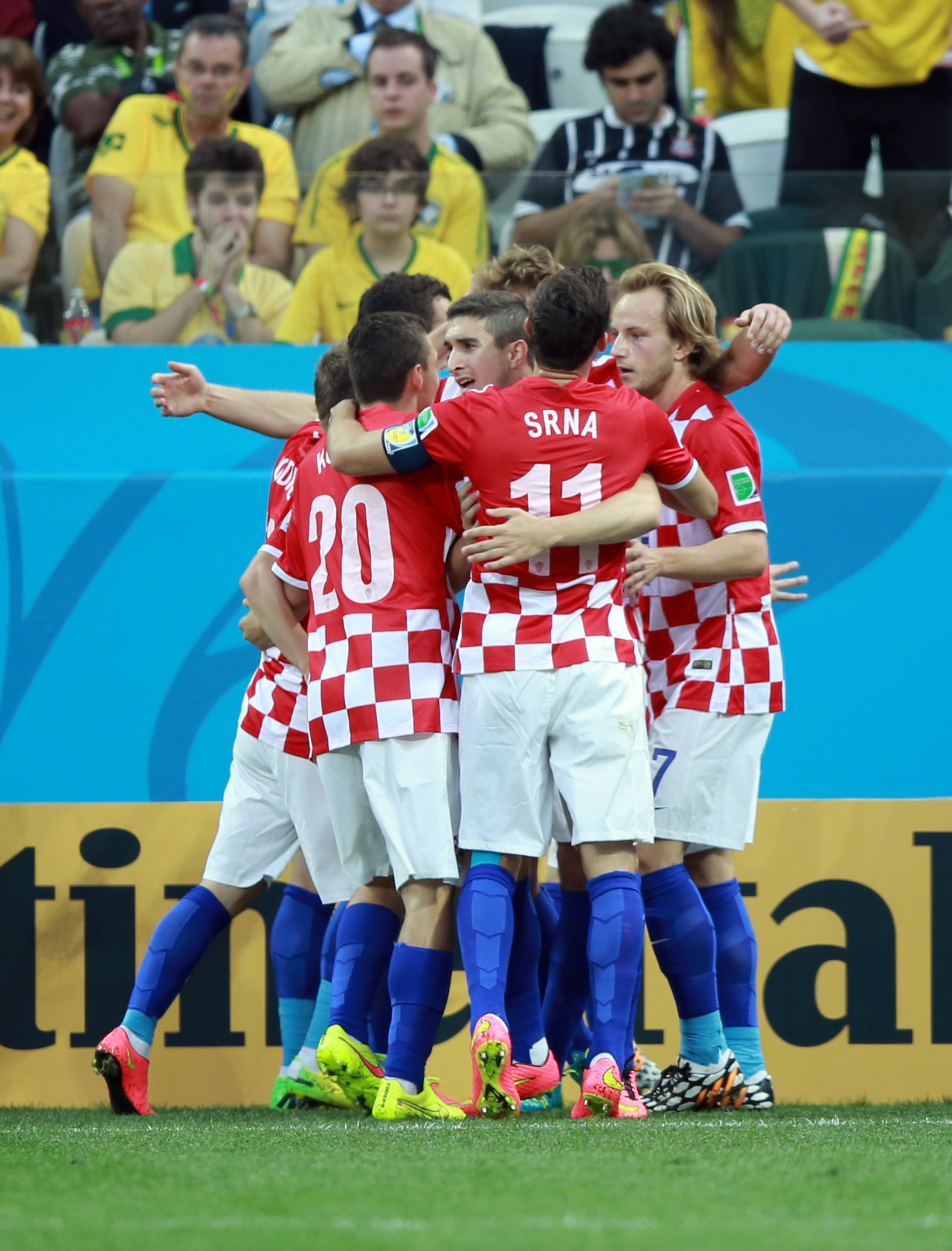
Het Kroatische elftal heeft zijn bijnaam "Kockasti" (geblokten) te danken aan het geblokte shirt, een verwijzing naar het wapen van Kroatië (dat op zijn beurt ook wel "schaakbord" genoemd wordt).

- Kroatisch voetbalelftal: Vatreni

Het Kroatische woord voor "vurigen", refererend aan de mentaliteit van de spelers. Ook de term "Kockasti" (geblokten), verwijzend naar het rood-wit geblokte tenue van het elftal (naar het wapen van Kroatië) wordt vaak gebruikt.
- Liechtensteins voetbalelftal: Nati

Afkorting van "Nationalmannschaft", Duits voor "nationaal team".
- Luxemburgs voetbalelftal: d'Roud Léiwen

Luxemburgs voor "de rode leeuwen", verwijzend naar de rode leeuw op het wapen van Luxemburg, dat afkomstig is van het schild van Walram III van Limburg.
- Maltees voetbalelftal: Knights of St. John

Engels voor "Ridders van Sint Jan", verwijzend naar de Soevereine Militaire Hospitaal Orde van Sint Jan van Malta, een rooms-katholieke ridderorde uit de middeleeuwen die een belangrijke verdedigende rol speelden in het beleg van Malta (1565) door het Ottomaanse Rijk.
- Montenegrijns voetbalelftal: Hrabri Sokoli

Montenegrijns voor "moedige valken", refererend aan de mentaliteit van de spelers en de twee valken op het wapen van Montenegro.
- Nederlands voetbalelftal: Oranje

Refereert aan de kleur van het tenue. Het Nederlands elftal uit de jaren zeventig wordt vaak aangeduid met "the clockwork orange" (in het Spaans ook "la naranja mecánica") , een verwijzing naar de gelijknamige roman van Anthony Burgess en een referentie aan het ingenieuze totaalvoetbal en de precieze passes die het elftal uitvoerde.
- Noord-Iers voetbalelftal: Norn Iron

Een gekscherende bijnaam die ook wel wordt gebruikt voor Noord-Ierland in het algemeen, afkomstig van de manier waarop men "Northern Ireland" met een Noord-Iers accent uitspreekt. Een andere veelgebruikte bijnaam is "Green & White Army" (groen & wit leger), refererend aan de kleur van het tenue.
- Macedonisch voetbalelftal: Crveno-Žolti (Црвено-Жолти)

Macedonisch voor "rood-gelen", verwijzend naar de kleuren van de vlag van Noord-Macedonië en het thuistenue van het elftal. Het rood staat voor het communisme, het geel voor de zon van Vergina, dat al door Alexander de Grote werd gebruikt en een nationaal symbool is. Ook de bijnaam "Crveni Lavovi" (Црвени Лавови), hetgeen "rode leeuwen" betekent, wordt veel gebruikt.
- Noors voetbalelftal: Drillos

Specifiek wordt hier het Noorse elftal bedoeld dat onder leiding stond van de voormalige profvoetballer Egil Olsen, die vanwege zijn dribbelkwaliteiten de bijnaam "Drillo" kreeg. Van 1990 tot 1998 was hij succesvol bondscoach van Noorwegen, een taak die hij begin 2009 op interimbasis opnieuw aanvaardde. Het dameselftal wordt "Gresshoppene" (sprinkhanen) genoemd.
- Oekraïens voetbalelftal: Zhovto-Blakytni (Жовто-блакитні)

Het Oekraïense woord voor "geel-blauwen", refererend aan de kleur van de vlag van Oekraïne en het thuistenue van het elftal.
- Oostenrijks voetbalelftal: das Team

Het Duitse woord voor "het team". Voetbal kent in Oostenrijk een dusdanige mate van populariteit dat "het team" als vanzelfsprekend naar het voetbalteam verwijst. Het Oostenrijkse elftal uit de jaren dertig wordt vaak aangeduid met "Wunderteam" (wonderteam), als referentie aan de vele successen die het – tegenwoordig matig presterende – Oostenrijk in dat decennium behaalde.

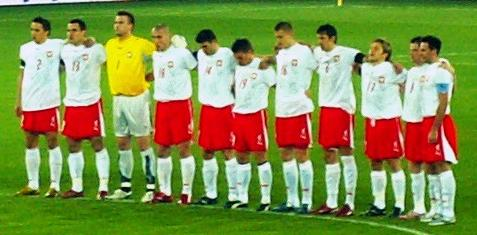
Het Poolse nationale elftal voorafgaand aan een interland, gekleed in het traditionele wit en rood.

- Pools voetbalelftal: Biało-czerwoni

Het Poolse woord voor "wit-roden", refererend aan de kleur van de vlag van Polen en het thuistenue van het elftal. Ook de term "Białe Orły" ("witte adelaars") wordt veel gebruikt, verwijzend naar de witte adelaar op het wapen van Polen.
- Portugees voetbalelftal: Selecção das Quinas

Portugees voor "selectie van de quinas". "Quina" refereert in het algemeen naar een groep van vijf voorwerpen; in dit specifieke geval worden de vijf wapenschilden of de vijf bezanten op de vlag van Portugal bedoeld.
- Roemeens voetbalelftal: Tricolorii

Het Roemeense woord voor "driekleur", refererend aan de driekleurige vlag van Roemenië.
- Russisch voetbalelftal: Sbornaja (Сборная)

Het Russische woord voor "team". Voetbal kent in Rusland een dusdanige mate van populariteit dat "het team" als vanzelfsprekend naar het voetbalteam verwijst.
- San Marinees voetbalelftal: le Serenissima

Het Italiaanse woord voor "de rustigsten", refererend aan de weinig spectaculaire prestaties van het kleine elftal van semi-professionals.
- Servisch voetbalelftal: Plavi of "Beli Orlovi"

Het Servische woord voor "Blauwen", refererend aan de kleur van het tenue. Ook de term "Beli Orlovi" ("witte adelaars") wordt veel gebruikt, verwijzend naar de witte adelaar op het wapen van Servië.
- Slowaaks voetbalelftal: Repre

Afkorting van "Národná reprezentácia" (nationale elftal).
- Spaans voetbalelftal: la Selección

Het Spaanse woord voor "de selectie". Ook de term "la Furiá Roja" (de rode furie, refererend aan de kleur van het tenue) of kortweg "la Roja" (de rode) wordt binnen Spanje veel gebruikt.

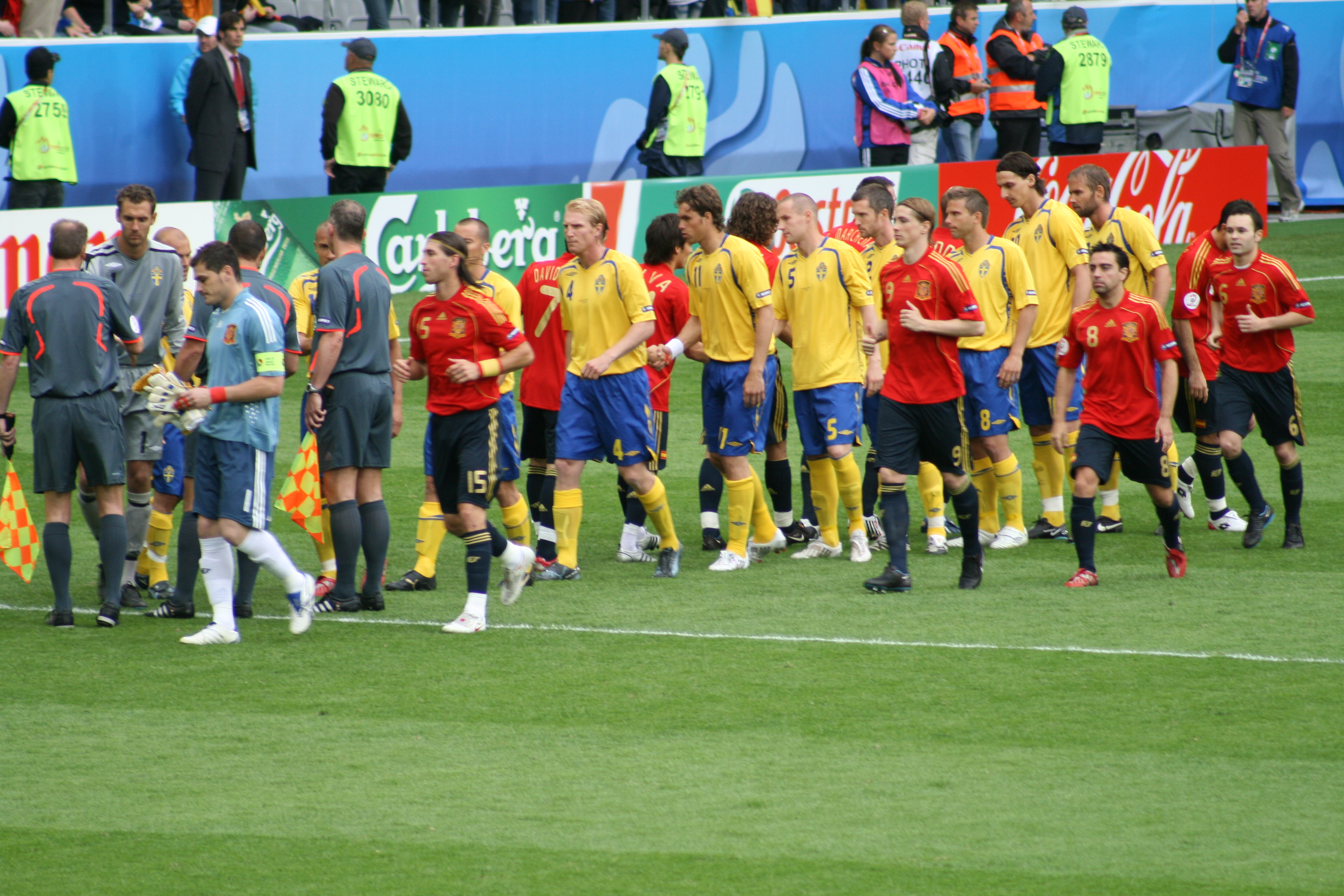
Spelers van de Blågult (Zweden) en la Furiá Roja (Spanje) voorafgaand aan een interland.

- Turks voetbalelftal: Ay-Yıldızlılar

Het Turkse woord voor "de maansterren", refererend aan de witte maan en ster op de vlag van Turkije. Een andere, meer gekscherende bijnaam is "Cilgin Turkler" (gekke Turken), waarmee naar het vermeende fanatisme van de spelers wordt verwezen.
- Welsh voetbalelftal: Y Dreigiau

Het Welshe woord voor "draken", refererend aan de rode draak op de vlag van Wales. De herkomst van deze draak is onduidelijk, hoewel vermoed wordt dat een combinatie van Welshe folklore en de Romeinse drakenstandaards aan de oorsprong van het symbool liggen.
- Zweeds voetbalelftal: Blågult

Het Zweedse woord voor "blauwgeel", refererend aan de kleur van het tenue.
- Zwitsers voetbalelftal: Schweizer Nati

Afkorting van "Schweizer Nationalmannschaft", Duits voor "Zwitsers nationaal team".